# Karl Domizlaff
Karl Domizlaff (* 1859 in Göttingen; † 1915 in Souain-Perthes-lès-Hurlus) war ein deutscher Versicherungsjurist und Autor.

## Leben
Domizlaff war ein Sohn des Göttinger Postdirektors Helmuth Leonard Julius Domizlaff und jüngerer Bruder des Generalfeldpostmeisters Georg Domizlaff. Er studierte an der Georg-August-Universität Göttingen Rechtswissenschaft. 1881 wurde er Mitglied der freischlagenden Verbindung Mündenia. Er wurde zum Dr. iur. promoviert. 1887 wurde Domizlaff niedergelassener Rechtsanwalt in Hannover und ab 1893 Nachfolger von Heinrich Adolf Mohrhoff als Direktor der Concordia, Hannoversche Feuer-Versicherungs-Gesellschaft. Ferner bekam er den Charakter Justizrat verliehen. 1906 wurde er Corpsschleifenträger der Hercynia Göttingen. 1915 fiel er als Kompaniechef an der Westfront (Erster Weltkrieg).
Zudem veröffentlichte er Fachbücher zur Feuerversicherungstechnik und war Mitherausgeber eines Fachlexikons. Nach dem Inkrafttreten der Reichsgesetze über die privaten Versicherungsunternehmungen verfasste er ein Überblickswerk über weiterhin gültige Vorschriften (Berlin: Mittler, 1907), das auch in ausländische Bibliotheken aufgenommen wurde. Sein Buch Die allgemeinen Feuerversicherungs-Bedingungen war ein Standardwerk, das von 1909 bis 1930 in neun Auflagen gedruckt und ebenfalls im Ausland rezipiert wurde. Sein Buch Die Feuerversicherung erschien 1914 und überarbeitet 1923 als Feuer-Versicherung. Das Werk gilt als führendes Lehrbuch zum Thema in dieser Zeit.